# Can Calau
Can Calau és una casa de Rupit i Pruit (Osona) inclosa a l'Inventari del Patrimoni Arquitectònic de Catalunya.

## Descripció
Casa mitgera amb la façana orientada vers llevant i el carener paral·lel a aquest sector i la part de ponent adossada al cingle del Castell. A la planta baixa s'hi obre un portal rectangular i una finestra amb reixes de ferro forjat. Al primer pis dues finestres amb ampits motllurats i espieres tapiades, al segon finestres de les mateixes característiques i a la part dreta un balcó amb la llinda datada de 1644. A la part esquerra de la façana s'adossa un banc a la paret. El ràfec és de construcció recent així com l'ampit del balcó. És de pedra arrebossada i amb les obertures de pedra pica.

## Història
La plaça del coll del Castell es troba a la part alta de la vila de Rupit, sota el mur de llevant del Castell. Les cases estan assentades damunt el cingle i la gran majoria pertanyen als segles XVII-XVIII. Com totes les de Rupit han estat restaurades respectant la tipologia primitiva. L'establiment de Cavallers al Castell de Rupit donà un caire aristocràtic a la vila. Al segle xiv la demografia baixa considerablement, al fogatge del segle xvi s'experimentà un cert creixement i al segle xvii comença a ésser un nucli important de població, ja que durant la guerra dels Segadors (1654) s'hi establiren molt francesos.